# Бергхаммер, Франц
Франц Бергхаммер (нем. Franz Berghammer; 20 ноября 1913 — 1 июля 1944, Бобруйск, Могилёвская область) — австрийский гандболист, полевой игрок. Серебряный призёр летних Олимпийских игр 1936 года.

## Биография
Франц Бергхаммер родился 20 ноября 1913 года.
Играл в гандбол в чемпионате Австрии за ЛАСК из Линца.
В 1936 году вошёл в состав сборной Австрии по гандболу на летних Олимпийских играх в Берлине и завоевал серебряную медаль. Играл в поле, провёл 2 матча, забросил 5 мячей (четыре в ворота сборной Румынии, один — Венгрии).
Участвовал во Второй мировой войне в составе вермахта.
Пропал без вести между 24 и 30 июня 1944 года близ города Бобруйск Могилёвской области (сейчас в Белоруссии). Официально признан погибшим 1 июля 1944 года.